# LXIV edición de los Premios Ariel
La 64° edición de los Premios Ariel, organizada por la Academia Mexicana de Artes y Ciencias Cinematográficas (AMACC) tuvo lugar el 11 de octubre del 2022 en el Colegio de San Idelfonso por primera de vez de forma presencial desde el comienzo de la era COVID-19. Durante la gala, la AMACC premio a las mejores películas mexicanas estrenadas durante el 2021. 
Noche de fuego ganó siete premios, incluyendo Mejor Película. Otros ganadores fueron Una película de policías con seis premios, Los minutos negros con tres y Cosas imposibles, Un rescate de huevitos, Aztech, Nudo mixteco, Blanco de verano, El exorcismo de Carmen Farías, Flores de la llanura, Tío, El sueño mas largo del mundo y El buen patrón con uno.
El tema de la edición fueron las mujeres en el cine mexicano y el director Jorge Fons, quien había fallecido un mes antes de la premiación, se entregó el Ariel de Oro a la actriz Diana Bracho y al sonidista David Baksht por su trabajo dentro de la industria cinematográfica mexicana.

## Ganadores y Nominados
Los nominados a los 64° Premios Ariel fueron anunciados el 2 de agosto de 2022 por los actores Regina Blandón y Luis Alberti en una conferencia de prensa en el museo Tamayo. En esta edición se enviaron 71 cortometrajes; 56 largometrajes y 13 películas iberoamericanas. Noche de fuego, dirigida por Tatiana Huezo encabezó las nominaciones con diecinueve, seguida por Cosas imposibles de Ernesto Contreras y Una película de policías de Alonso Ruizpalacios con diez. Noche de fuego se convirtió en la tercera película más nominada en la historia de la ceremonia, empatando con Por si no te vuelvo a ver y De la calle. Una película de policías se convirtió en el primer documental nominado y ganador en categorías de actuación.Un rescate de huevitos fue el único largometraje de animación enviado en la convocatoria, por lo que la AMACC decidió entregarle el Ariel a Mejor Largometraje de Animación de manera honorífica.

### Premios
Los ganadores aparecen en primer lugar, resaltados en negrita e indicados con una doble cruz (‡).
| Mejor Película - Noche de fuego – Pimienta Films, Match Factory Production y Desvia Producciones. Dir. Tatiana Huezo ‡ - Cosas imposibles – Alebrije Cine y Video, Agencia Sha y Estudios Churubusco Azteca. Dir. Ernesto Contreras - El otro Tom – Buenaventura Cine. Dir. Laura Santullo y Rodrigo Plá - Nudo mixteco – Madrecine, Avanti Pictures, E12 Media y FOPROCINE-IMCINE. Dir. Ángeles Cruz - Una película de policías – No Ficción S.A. de C.V. Dir. Alonso Ruizpalacios | Mejor Dirección - Alonso Ruizpalacios– Una película de policías ‡ - Ángeles Cruz – Nudo mixteco - Arturo Ripstein – El diablo entre las piernas - Ernesto Contreras – Cosas imposibles - Tatiana Huezo – Noche de fuego |
| Mejor Actor - Raúl Briones – Una película de policías ‡ - Alejandro Suárez – El diablo entre las piernas - Benny Emmanuel – Cosas imposibles - Leonardo Ortizgris – Los minutos negros - Noé Hernández – Nudo mixteco | Mejor Actriz - Mónica del Carmen – Una película de policías ‡ - Ana Cristina Ordóñez – Noche de fuego - Ilse Salas – Plaza Catedral - Nora Velázquez – Cosas imposibles - Sylvia Pasquel – El diablo entre las piernas |
| Mejor Coactuación Masculina - Kristyan Ferrer – Los minutos negros ‡ - Andrés Delgado – Cosas imposibles - Daniel Giménez Cacho – El diablo entre las piernas - Memo Villegas – Noche de fuego - Salvador Garcini – Cosas imposibles | Mejor Coactuación Femenina - Mayra Batalla – Noche de fuego ‡ - Aída López – Nudo mixteco - Eileen Yáñez – Noche de fuego - Mabel Cadena – La diosa del asfalto - Norma Pablo – Noche de fuego |
| Mejor Revelación Actoral - Adrián González – Blanco de verano ‡ - Alejandra Camacho – Noche de fuego - Giselle Barrera – Noche de fuego - Israel Rodríguez – El otro Tom - Julia Chávez – El otro Tom | Mejor Película de Animación - Un rescate de huevitos – Gabriel Riva Palacio Alatriste y Rodolfo Riva Palacio Alatriste ‡ |
| Mejor Guion Original - David Gaitán y Alonso Ruizpalacios – Una película de policías ‡ - Ángeles Cruz – Nudo mixteco - Joaquín del Paso y Lucy Pawlak – El hoyo en la cerca - Jorge Cuchí – 50 o dos ballenas se encuentran en la playa - Laura Santullo y Rodrigo Plá – El otro Tom | Mejor Guion Adaptado - Tatiana Huezo – Noche de fuego ‡ - Martín Solares y Mario Muñoz – Los minutos negros |
| Mejor Fotografía - Dariela Ludlow – Noche de fuego ‡ - Alejandro Cantú – El diablo entre las piernas - César Gutiérrez Miranda AMC – Cosas imposibles - Emiliano Villanueva AMC – Una película de policías - Federico Barbabosa – Los minutos negros | Mejor Música Original - Andrés Sánchez Maher y Gus Reyes – Cosas imposibles ‡ - David Mansfield – El diablo entre las piernas - Jacobo Lieberman y Andrés Sánchez Maher – Oaxacalifornia: el regreso - Kyle Eric Dixon y Michael David Stein – El hoyo en la cerca - Leonardo Heiblum y Jacobo Lieberman – Noche de fuego                                                                                    |
| Mejor Vestuario - Abril Álamo – Los minutos negros ‡ - Alejandro Caraza – La diosa del asfalto - Laura García de la Mora – El diablo entre las piernas - Úrsula Schneider – El hoyo en la cerca - Úrsula Schneider – Noche de fuego | Mejor Diseño de Arte - Ivonne Fuentes Mendoza – Los minutos negros ‡ - Alejandro García y Sandra Flores – El diablo entre las piernas - Diana Saade – Cosas imposibles - Erika Ávila – La diosa del asfalto - Oscar Tello – Noche de fuego |
| Mejores Efectos Visuales - Fernando Campos, Jaime Jasso, Isaac Basulto, Harumy Delmira Villarreal, Raúl Campos, Enrique Sánchez "Quix", Flavio Pedota, John Blásquez, Santiago Ortíz-Monasterio, Zack Rodríguez, Max Blásquez y Aaron Valenzuela – Aztech ‡ - Luis Montemayor – Los minutos negros - Martin Lake, Isaac Tellez y Raúl Pano – 50 o dos ballenas se encuentran en la playa - Miguel de Hoyos – Noche de fuego - Roberto Ham – El exorcismo de Carmen Farías | Mejor Maquillaje - Mari Paz Robles "La Negra" – El exorcismo de Carmen Farías ‡ - Roberto Ortiz y Ana Robles – Noche de fuego ‡ - Alejandro Caraza – La diosa del asfalto - Itzel Peña – Una película de policías - Roberto Ortiz – Los minutos negros |
| Mejor Sonido - Lena Esquenazi (diseño sonoro), Federico G. Jordan (sonido directo), Paulo Gama (mezcla de sonido) – Noche de fuego ‡ - Guido Berenblum (diseño sonoro), Santiago Arroyo Camacho (sonido directo) y Jaime Baksht y Michelle Couttolenc (mezcla de sonido) – El hoyo en la cerca - Isabel Muñoz Cota (diseño sonoro), Javier Umpierrez (sonido directo) y Jaime Baksht y Michelle Couttolenc (mezcla de sonido) – Una película de policías - Misael Hernández (sonido directo), Enrique Greiner (diseño sonoro, mezcla de sonido) y Raymundo Ballesteros y Manuel Montaño (mezcla de sonido) – Cosas imposibles - Pablo Tamez (sonido directo), Rodrigo Castillo Filomarino (diseño sonoro, mezcla de sonido) – Nudo mixteco | Mejores Efectos Especiales - Ricardo Arvizu Jr. – Noche de fuego ‡ - Alejandro Vázquez – Malibú - Fernando Campos, Max Albarrán, Harumy Delmira Villarreal, Isaac Basulto, Miguel Ángel Marín, Ulises Guzmán, Raúl Campos, Enrique Sánchez "Quix", Salvador Drán y Mauricio Van Hasselt – Aztech - José Martínez "Josh" – El hoyo en la cerca - Ricardo Arvizu – 50 o dos ballenas se encuentran en la playa |
| Mejor Ópera Prima - Nudo mixteco – Ángeles Cruz ‡ - Te nombré en el silencio – José María Espinoza de los Montes Tatto - Muerte al verano – Sebastián Padilla-Padilla - Guiexhuba – Sabrina Muhate - 50 o dos ballenas se encuentran en la playa – Jorge Cuchí | Mejor Largometraje Documental - Una película de policías – Alonso Ruizpalacios ‡ - Cruz – Teresa Camou Guerrero - Oaxacalifornia: el regreso – Trisha Ziff - ¿Qué le pasó a las abejas? – Adriana Otero Puerto y Robin Canul Suárez - Te nombré en el silencio – José María Espinoza de los Montes Tatto |
| Mejor Edición - Yibrán Asuad – Una película de policías ‡ - Miguel Salgado – Nudo mixteco - Miguel Schverdfinger – El otro Tom - Miguel Schverdfinger – Noche de fuego - Paloma López Carrillo – El hoyo en la cerca | Mejor Cortometraje Documental - Flores de la llanura – Mariana X. Rivera ‡ - En el fin del mundo – Abraham Escobedo-Salas - La libertad interna – Porfirio López Mendoza - Llámenme puta – Digcenia Mejias - Pepedrilo – Víctor Cartas Valdivia |
| Mejor Cortometraje de Animación - Tío – Juan J. Medina ‡ - Fuego – Romina Díaz Araujo y Clara Helena Cobo Reyes - Llueve – Magali Rocha Donnadieu y Carolina Corral Paredes - Mijo tiene un dinosaurio – Alfredo Salomón - Secretum – Javier Gutiérrez | Mejor Película Iberoamericana - El buen patrón – Fernando León de Aranoa ( España) ‡ - Cadejo blanco – Justin Lerner ( Guatemala) - El prófugo – Natalia Meta ( Argentina) - Memoria – Apichatpong Weerasethakul ( Colombia) - Mis hermanos sueñan despiertos – Claudia Huaiquimilla ( Chile) |
| Mejor Cortometraje de Ficción - El sueño mas largo que recuerdo – Carlos Lenin ‡ - Invierno – Rafael Ruiz Espejo - Manchester Acatitla – Selma Cervantes - Reina – Ozan Mermer - Viral – Laura Andrea Martínez Hinojosa | Ariel de Oro - Diana Bracho (Actriz) - David Baksht (Sonidista) |

## Premios y nominaciones múltiples
| Nominaciones | Filmes                                      |
| ------------ | ------------------------------------------- |
| 19           | Noche de fuego                              |
| 10           | Cosas imposibles                            |
| 10           | Una película de policías                    |
| 8            | El diablo entre las piernas                 |
| 8            | Los minutos negros                          |
| 8            | Nudo mixteco                                |
| 6            | El hoyo en la cerca                         |
| 5            | El otro Tom                                 |
| 4            | 50 o dos ballenas se encuentran en la playa |
| 4            | La diosa del asfalto                        |
| 2            | Aztech                                      |
| 2            | El exorcismo de Carmen Farías               |
| 2            | Oaxacalifornia: el regreso                  |
| 2            | Te nombré en el silencio                    |

| Premios | Filmes                   |
| ------- | ------------------------ |
| 7       | Noche de fuego           |
| 6       | Una película de policías |
| 3       | Los minutos negros       |

## Presentadores y artistas[2]
Las siguientes personas, enumeradas en orden de aparición, entregaron premios o interpretaron números musicales:
| Nombre(s)                              | Rol |
| -------------------------------------- | --- |
| Mabel Cadena                           | Anfitriona |
| Regina Blandón Harold Torres           | Entregaron el premio a Mejor Cortometraje de Animación, Mejor Cortometraje Documental y Mejor Cortometraje de Ficción |
| Leonardo Ortizgris                     | Presentó la nominada a Mejor Película Nudo mixteco                                                                    |
| Yalitza Aparicio Xabiani Ponce de León | Entregaron el premio a Revelación Actoral, Mejor Coactuación Femenina y Mejor Coactuación Masculina                   |
| Paulina Goto Andrés Delgado            | Entregaron el premio a Mejores Efectos Visuales y Mejores Efectos Especiales                                          |
| Raúl Briones                           | Presentó la nominada a Mejor Película Cosas imposibles                                                                |
| Leticia Huijara                        | Presidenta de la AMACC                                                                                                |
| Paloma Petra Marta Reyes               | Entregaron el premio a Mejor Edición y Mejor Fotografía                                                               |
| Noé Hernández Humberto Busto           | Entregaron el premio a Mejor Sonido y Mejor Música Original                                                           |
| Alejandra Bogue Armando Escutia        | Entregaron el premio a Mejor Vestuario, Mejor Maquillaje y Mejor Diseño de Arte                                       |
| Mónica Lozano                          | Entregó el Ariel de Oro a la actriz Diana Bracho                                                                      |
| Benny Emmanuel                         | Presentó la nominada a Mejor Película Una película de policías                                                        |
| Christian Chávez Michelle Rodríguez    | Entregaron el premio a Mejor Guion Adaptado y Mejor Guion Original                                                    |
| Aída López                             | Entregó el premio a Mejor Película Iberoamericana                                                                     |
| Sylvia Pasquel                         | Presentó la nominada a Mejor Película El otro Tom                                                                     |
| Mayra Batalla Cristian Ferrer          | Entregaron el premio a Mejor Opera Prima, Mejor Largometraje Documental y Mejor Largometraje de Animación             |
| Salvador Garcini                       | Presentó la nominada a Mejor Película Noche de fuego                                                                  |
| Jaime Baksht                           | Entregó el Ariel de Oro al sonidista David Baksht                                                                     |
| Álvaro Guerrero Mercedes Hernández     | Entregaron el premio a Mejor Actor y Mejor Actriz                                                                     |
| Ofelia Medina                          | Entregó el premio a Mejor Dirección y Mejor Película                                                                  |

| Nombre(s)                          | Rol         | Número                                                                                           |
| ---------------------------------- | ----------- | ------------------------------------------------------------------------------------------------ |
| Vivir Quintana, El Palomar y Ximbo | Intérpretes | ''Canción sin miedo'' de Las tres muertes de Marisela Escobedo                                   |
| Raúl Sandoval y Mariachi Gama 1000 | Intérpretes | "El despertar", "Un mundo raro", "Las llaves de mi alma" durante el homenaje anual "In Memoriam" |
| Ximbo, Leiden y El Palomar         | Intérpretes | "El Cordón", "Que nadie sepa mi sufrir"                                                          |

## Información de la ceremonia
El 14 de enero de 2024 la Academia Mexicana de Artes y Ciencias Cinematográficas publicó la convocatoria para su 64° edición de los Premios Ariel, con el 18 de febrero como fecha límite. Durante la ceremonia la presidenta de la AMACC, Leticia Huijara, dio a conocer durante su discurso que la academia sufría de una falta de presupuesto debido al abandono del gobierno federal y la Secretaría de Cultura; y que había una posibilidad de que los premios se cancelaran; hecho que se confirmó el 24 de noviembre del mismo año cuando la asamblea general de dicha institución lanzó un comunicado en donde se anunciaba la suspensión de la convocatoria para la próxima edición, la cancelación de los 65° Premios Ariel y, a la vez, responsabilizaba al gobierno por ello.

## Películas presentadas a mejor película iberoamericana
La AMACC invita a las industrias cinematográficas de la región iberoamericana a presentar su mejor película para el Premio Ariel a la Mejor Película Iberoamericana desde el 2000. El premio se otorga a la mejor película de larga duración producida fuera de México en Iberoamérica. Cada país elige a su representante mediante su academia de cine nacional o algún equivalente.
| País                 | Título                         | Idioma          | Dirección                            | Resultado   |
| -------------------- | ------------------------------ | --------------- | ------------------------------------ | ----------- |
| Argentina            | El prófugo                     | Español         | Natalia Meta                         | Nominada    |
| Brasil               | Deserto particular             | Portugués       | Aly Muritiba                         | No nominada |
| Chile                | Mis hermanos sueñan despiertos | Español         | Claudia Huaiquimilla                 | Nominada    |
| Colombia             | Memoria                        | Inglés, español | Apichatpong Weerasethakul            | Nominada    |
| Costa Rica           | Clara Sola                     | Español         | Nathalie Álvarez Mesén               | No nominada |
| Ecuador              | Sumergible                     | Español         | lfredo León León                     | No nominada |
| España               | El buen patrón                 | Español         | Fernando León de Aranoa              | Ganadora    |
| Guatemala            | Cadejo blanco                  | Español         | Justin Lerner                        | Nominada    |
| Paraguay             | Apenas el sol                  | Ayoreo, español | Arami Ullon                          | No nominada |
| Perú                 | Las mejores familias           | Español         | Javier Fuentes-León                  | No nominada |
| Portugal             | Terra Nova                     | Portugués       | Artur Ribeiro                        | No nominada |
| República Dominicana | La fiera y la fiesta           | Español         | Laura Amelia Guzmán, Israel Cárdenas | No nominada |
| Venezuela            | Dirección opuesta              | Español         | Alejandro Bellame Palacios           | No nominada |